# Campeonato Sudamericano de Baloncesto Femenino de 2008
El Campeonato Sudamericano de baloncesto Femenino de 2008 corresponde a la XXXI edición del Campeonato Sudamericano de Baloncesto Femenino, que es organizado por FIBA Américas. Fue disputado en el Coliseo Ciudad de Loja en Loja, capital de la provincia del mismo nombre y Cantón Loja en Ecuador, entre el 24 de mayo y el 29 de mayo de 2008 y los 4 mejores clasifican al Fiba Americas Femenino 2009

## Primera fase

### Grupo único
– Clasificados a la final.
     – Jugaran el partido por el tercer puesto.
|   | Equipo    | Pts | J | G | P | PF  | PC  | Dif  |
| - | --------- | --- | - | - | - | --- | --- | ---- |
| 1 | Brasil    | 10  | 5 | 5 | 0 | 469 | 257 | +212 |
| 2 | Argentina | 9   | 5 | 4 | 1 | 457 | 302 | +155 |
| 3 | Venezuela | 8   | 5 | 3 | 2 | 377 | 444 | -67  |
| 4 | Chile     | 7   | 5 | 2 | 3 | 364 | 409 | -45  |
| 5 | Colombia  | 6   | 5 | 1 | 4 | 275 | 399 | -124 |
| 6 | Ecuador   | 5   | 5 | 0 | 5 | 290 | 421 | -131 |

| 24 de mayo, 16:30                     | Colombia                              | 62 - 70                               | Venezuela                    |  |
| Reporte                               |                                       |                                       |                              |  |
| Parciales: 18-16, 14-16, 14-16, 16-22 | Parciales: 18-16, 14-16, 14-16, 16-22 | Parciales: 18-16, 14-16, 14-16, 16-22 | Coliseo Ciudad de Loja, Loja |  |
| Elisa García 24 puntos                | Pts                                   | Ofelia María Villarroel 16 puntos     | Coliseo Ciudad de Loja, Loja |  |
| Narlyn Tathiana Mosquera 12 rebotes   | Rebs                                  | Cleyder Oderlin Blanco 8 rebotes      | Coliseo Ciudad de Loja, Loja |  |
| Nancy Edilma Mesa 2 asistencias       | Asists                                | Roselis Silva 5 asistencias           | Coliseo Ciudad de Loja, Loja |  |

| 24 de mayo, 18:30                     | Chile                                 | 63 - 95                               | Argentina                    |  |
| Reporte                               |                                       |                                       |                              |  |
| Parciales: 10-28, 18-16, 13-18, 22-33 | Parciales: 10-28, 18-16, 13-18, 22-33 | Parciales: 10-28, 18-16, 13-18, 22-33 | Coliseo Ciudad de Loja, Loja |  |
| Paola Lorena Naranjo 17 puntos        | Pts                                   | Sthefany Thomas 22 puntos             | Coliseo Ciudad de Loja, Loja |  |
| Tatiana Gómez 5 rebotes               | Rebs                                  | Constanza Maria Landra 7 rebotes      | Coliseo Ciudad de Loja, Loja |  |
| Fabiola Pardo 2 asistencias           | Asists                                | Carolina Andrea Sánchez 6 asistencias | Coliseo Ciudad de Loja, Loja |  |

| 24 de mayo, 21:00                     | Ecuador                               | 48 - 90                                     | Brasil                       |  |
| Reporte                               |                                       |                                             |                              |  |
| Parciales: 12-15, 10-24, 15-27, 11-24 | Parciales: 12-15, 10-24, 15-27, 11-24 | Parciales: 12-15, 10-24, 15-27, 11-24       | Coliseo Ciudad de Loja, Loja |  |
| María M. Tobar 14 puntos              | Pts                                   | Micaela Jacintho 17 puntos                  | Coliseo Ciudad de Loja, Loja |  |
| María Lorena Espinoza 7 rebotes       | Rebs                                  | Franciele Aparecida Do Nascimento 7 rebotes | Coliseo Ciudad de Loja, Loja |  |
| María M. Tobar 2 asistencias          | Asists                                | Karla Cristina Martins 5 asistencias        | Coliseo Ciudad de Loja, Loja |  |

| 25 de mayo, 14:30                     | Chile                                 | 92 - 101                              | Venezuela                    |  |
| Reporte                               |                                       |                                       |                              |  |
| Parciales: 21-26, 18-16, 23-29, 30-30 | Parciales: 21-26, 18-16, 23-29, 30-30 | Parciales: 21-26, 18-16, 23-29, 30-30 | Coliseo Ciudad de Loja, Loja |  |
| Tatiana Gomez 34 puntos               | Pts                                   | Ofelia María Villarroel 31 puntos     | Coliseo Ciudad de Loja, Loja |  |
| Tatiana Gomez 8 rebotes               | Rebs                                  | Cleyder Oderlin Blanco 4 rebotes      | Coliseo Ciudad de Loja, Loja |  |
| Massiel Andrea Mondaca 6 asistencias  | Asists                                | Roselis Silva 7 asistencias           | Coliseo Ciudad de Loja, Loja |  |

| 25 de mayo, 18:30                    | Colombia                             | 47 - 100                             | Brasil                       |  |
| Reporte                              |                                      |                                      |                              |  |
| Parciales: 15-21, 7-19, 13-33, 12-27 | Parciales: 15-21, 7-19, 13-33, 12-27 | Parciales: 15-21, 7-19, 13-33, 12-27 | Coliseo Ciudad de Loja, Loja |  |
| Nancy Edilma Mesa 10 puntos          | Pts                                  | Soeli Garvao 18 puntos               | Coliseo Ciudad de Loja, Loja |  |
| Luisa Fernanda Atehortua 11 rebotes  | Rebs                                 | Patricia De Oliveira 5 rebotes       | Coliseo Ciudad de Loja, Loja |  |
| Laura Marcela Estrada 1 asistencia   | Asists                               | Natalia Burian 10 asistencias        | Coliseo Ciudad de Loja, Loja |  |

| 25 de mayo, 20:30                    | Ecuador                              | 46 - 98                              | Argentina                    |  |
| Reporte                              |                                      |                                      |                              |  |
| Parciales: 11-30, 5-10, 17-26, 13-32 | Parciales: 11-30, 5-10, 17-26, 13-32 | Parciales: 11-30, 5-10, 17-26, 13-32 | Coliseo Ciudad de Loja, Loja |  |
| Evelyn Susana Jara 14 puntos         | Pts                                  | Sthefany Thomas 16 puntos            | Coliseo Ciudad de Loja, Loja |  |
| María Lorena Espinoza 5 rebotes      | Rebs                                 | Florencia Fernández 10 rebotes       | Coliseo Ciudad de Loja, Loja |  |
| María M. Tobar 5 asistencias         | Asists                               | Sandra Pavón 5 asistencias           | Coliseo Ciudad de Loja, Loja |  |

| 26 de mayo, 14:30                    | Colombia                             | 56 - 77                                                | Chile                        |  |
| Reporte                              |                                      |                                                        |                              |  |
| Parciales: 13-22, 15-22, 15-8, 13-25 | Parciales: 13-22, 15-22, 15-8, 13-25 | Parciales: 13-22, 15-22, 15-8, 13-25                   | Coliseo Ciudad de Loja, Loja |  |
| Elena María Díaz 19 puntos           | Pts                                  | Valentina Aragonese 22 puntos                          | Coliseo Ciudad de Loja, Loja |  |
| Narlyn Tathiana Mosquera 9 rebotes   | Rebs                                 | Paola Lorena Naranjo 9 rebotes                         | Coliseo Ciudad de Loja, Loja |  |
| Nancy Edilma Mesa 2 asistencias      | Asists                               | Catalina Pamela Alexandra De La Quintana 6 asistencias | Coliseo Ciudad de Loja, Loja |  |

| 26 de mayo, 18:30                     | Argentina                             | 67 - 73                               | Brasil                       |  |
| Reporte                               |                                       |                                       |                              |  |
| Parciales: 28-19, 10-26, 14-18, 15-10 | Parciales: 28-19, 10-26, 14-18, 15-10 | Parciales: 28-19, 10-26, 14-18, 15-10 | Coliseo Ciudad de Loja, Loja |  |
| Carolina Andrea Sánchez 17 puntos     | Pts                                   | Patricia De Oliveira 21 puntos        | Coliseo Ciudad de Loja, Loja |  |
| Constanza Maria Landra 8 rebotes      | Rebs                                  | Soeli Garvao 9 rebotes                | Coliseo Ciudad de Loja, Loja |  |
| Marcela Paoletta 5 asistencias        | Asists                                | Natalia Burian 4 asistencias          | Coliseo Ciudad de Loja, Loja |  |

| 26 de mayo, 20:30                     | Ecuador                               | 76 - 89                               | Venezuela                    |  |
| Reporte                               |                                       |                                       |                              |  |
| Parciales: 11-23, 20-15, 22-33, 23-18 | Parciales: 11-23, 20-15, 22-33, 23-18 | Parciales: 11-23, 20-15, 22-33, 23-18 | Coliseo Ciudad de Loja, Loja |  |
| María M. Tobar 19 puntos              | Pts                                   | Cleyder Oderlin Blanco 28 puntos      | Coliseo Ciudad de Loja, Loja |  |
| María Lorena Espinoza 5 rebotes       | Rebs                                  | Cleyder Oderlin Blanco 11 rebotes     | Coliseo Ciudad de Loja, Loja |  |
| María M. Tobar 2 asistencias          | Asists                                | María Félix Requena 5 asistencias     | Coliseo Ciudad de Loja, Loja |  |

| 27 de mayo, 16:30                    | Colombia                             | 43 - 89                              | Argentina                    |  |
| Reporte                              |                                      |                                      |                              |  |
| Parciales: 7-28, 14-27, 11-14, 11-20 | Parciales: 7-28, 14-27, 11-14, 11-20 | Parciales: 7-28, 14-27, 11-14, 11-20 | Coliseo Ciudad de Loja, Loja |  |
| Elena María Díaz 11 puntos           | Pts                                  | Sthefany Thomas 12 puntos            | Coliseo Ciudad de Loja, Loja |  |
| Sandra Milena Osorio 12 rebotes      | Rebs                                 | Constanza Maria Landra 5 rebotes     | Coliseo Ciudad de Loja, Loja |  |
| Laura Marcela Estrada 2 asistencias  | Asists                               | Marcela Paoletta 6 asistencias       | Coliseo Ciudad de Loja, Loja |  |

| 27 de mayo, 18:30                   | Venezuela                           | 40 - 106                            | Brasil                       |  |
| Reporte                             |                                     |                                     |                              |  |
| Parciales: 7-23, 6-30, 11-28, 16-25 | Parciales: 7-23, 6-30, 11-28, 16-25 | Parciales: 7-23, 6-30, 11-28, 16-25 | Coliseo Ciudad de Loja, Loja |  |
| Cleyder Oderlin Blanco 12 puntos    | Pts                                 | Karla Cristina Martins 22 puntos    | Coliseo Ciudad de Loja, Loja |  |
| Cleyder Oderlin Blanco 13 rebotes   | Rebs                                | Soeli Garvao 8 rebotes              | Coliseo Ciudad de Loja, Loja |  |
| Ivaney Marquez 1 asistencia         | Asists                              | Natalia Burian 5 asistencias        | Coliseo Ciudad de Loja, Loja |  |

| 27 de mayo, 20:30                     | Ecuador                               | 57 - 77                                                | Chile                        |  |
| Reporte                               |                                       |                                                        |                              |  |
| Parciales: 15-22, 13-19, 16-20, 13-16 | Parciales: 15-22, 13-19, 16-20, 13-16 | Parciales: 15-22, 13-19, 16-20, 13-16                  | Coliseo Ciudad de Loja, Loja |  |
| María Lorena Espinoza 14 puntos       | Pts                                   | Tatiana Gomez 23 puntos                                | Coliseo Ciudad de Loja, Loja |  |
| Andrea Carolina Muñoz 4 rebotes       | Rebs                                  | Paola Lorena Naranjo 9 rebotes                         | Coliseo Ciudad de Loja, Loja |  |
| Evelyn Susana Jara 3 asistencias      | Asists                                | Catalina Pamela Alexandra De La Quintana 5 asistencias | Coliseo Ciudad de Loja, Loja |  |

| 28 de mayo, 16:30                     | Venezuela                             | 77 - 108                              | Argentina                    |  |
| Reporte                               |                                       |                                       |                              |  |
| Parciales: 23-31, 21-25, 12-31, 21-21 | Parciales: 23-31, 21-25, 12-31, 21-21 | Parciales: 23-31, 21-25, 12-31, 21-21 | Coliseo Ciudad de Loja, Loja |  |
| Roselis Silva 20 puntos               | Pts                                   | Carolina Andrea Sánchez 21 puntos     | Coliseo Ciudad de Loja, Loja |  |
| Cleyder Oderlin Blanco 9 rebotes      | Rebs                                  | Veronica Soberon 5 rebotes            | Coliseo Ciudad de Loja, Loja |  |
| María Félix Requena 3 asistencias     | Asists                                | Sandra Pavón 8 asistencias            | Coliseo Ciudad de Loja, Loja |  |

| 28 de mayo, 18:30                     | Brasil                                | 100 - 55                              | Chile                        |  |
| Reporte                               |                                       |                                       |                              |  |
| Parciales: 22-16, 28-10, 21-19, 29-10 | Parciales: 22-16, 28-10, 21-19, 29-10 | Parciales: 22-16, 28-10, 21-19, 29-10 | Coliseo Ciudad de Loja, Loja |  |
| Karla Cristina Martins 23 puntos      | Pts                                   | Ziomara Morrison 16 puntos            | Coliseo Ciudad de Loja, Loja |  |
| Tatiana Castro 8 rebotes              | Rebs                                  | Paola Lorena Naranjo 5 rebotes        | Coliseo Ciudad de Loja, Loja |  |
| Soeli Garvao 7 asistencias            | Asists                                | Valentina Aragonese 2 asistencias     | Coliseo Ciudad de Loja, Loja |  |

| 28 de mayo, 20:30                     | Ecuador                               | 63 - 67                               | Colombia                     |  |
| Reporte                               |                                       |                                       |                              |  |
| Parciales: 16-18, 14-14, 17-16, 16-19 | Parciales: 16-18, 14-14, 17-16, 16-19 | Parciales: 16-18, 14-14, 17-16, 16-19 | Coliseo Ciudad de Loja, Loja |  |
| Evelyn Susana Jara 16 puntos          | Pts                                   | Elena María Díaz 13 puntos            | Coliseo Ciudad de Loja, Loja |  |
| María Gabriela Egas 6 rebotes         | Rebs                                  | Luisa Fernanda Atehortua 11 rebotes   | Coliseo Ciudad de Loja, Loja |  |
| Tatiana Leonor Patiño 4 asistencias   | Asists                                | Elena María Díaz 4 asistencias        | Coliseo Ciudad de Loja, Loja |  |

## Fase final

### Partido del 3 lugar
| 29 de mayo, 18:30                     | Venezuela                             | 72 - 91                               | Chile                        |  |
| Reporte                               |                                       |                                       |                              |  |
| Parciales: 24-17, 15-28, 18-23, 15-23 | Parciales: 24-17, 15-28, 18-23, 15-23 | Parciales: 24-17, 15-28, 18-23, 15-23 | Coliseo Ciudad de Loja, Loja |  |
| Cleyder Oderlin Blanco 18 puntos      | Pts                                   | Tatiana Gomez 31 puntos               | Coliseo Ciudad de Loja, Loja |  |
| Cleyder Oderlin Blanco 12 rebotes     | Rebs                                  | Ziomara Morrison 9 rebotes            | Coliseo Ciudad de Loja, Loja |  |
| Ivaney Marquez 4 asistencias          | Asists                                | Valentina Aragonese 9 asistencias     | Coliseo Ciudad de Loja, Loja |  |

### Final
| 29 de mayo, 20:30                    | Brasil                               | 84 - 67                               | Argentina                    |  |
| Reporte                              |                                      |                                       |                              |  |
| Parciales: 16-19, 27-7, 22-22, 19-19 | Parciales: 16-19, 27-7, 22-22, 19-19 | Parciales: 16-19, 27-7, 22-22, 19-19  | Coliseo Ciudad de Loja, Loja |  |
| Karla Cristina Martins 20 puntos     | Pts                                  | Florencia Fernández 23 puntos         | Coliseo Ciudad de Loja, Loja |  |
| Soeli Garvao 6 rebotes               | Rebs                                 | Florencia Fernández 6 rebotes         | Coliseo Ciudad de Loja, Loja |  |
| Claudia Maria Neves 6 asistencias    | Asists                               | Carolina Andrea Sánchez 4 asistencias | Coliseo Ciudad de Loja, Loja |  |

| Brasil                  |
| Campeón Brasil          |
| Vigésimo Segundo Título |

## Clasificación
| Posición | Equipo    |
| -------- | --------- |
| 1        | Brasil    |
| 2        | Argentina |
| 3        | Chile     |
| 4        | Venezuela |
| 5        | Colombia  |
| 6        | Ecuador   |

## Clasificados al FIBA Américas Femenino 2009
| Bandera de Brasil | Bandera de Argentina | Bandera de Chile | Bandera de Venezuela |
| Brasil            | Argentina            | Chile            | Venezuela            |
| ----------------- | -------------------- | ---------------- | -------------------- |